# 시진핑
시진핑(중국어 간체자: 习近平, 정체자: 習近平, 병음: Xí Jìnpíng 습근평[*], 중국어 발음: [ɕǐ tɕîn.pʰǐŋ] ( 듣기), 1953년 6월 15일~)은 중화인민공화국의 최고지도자로 공산당 총서기, 중앙군사위원회 주석, 중화인민공화국의 주석 등의 직책을 맡고 있다. 제18기, 제19기 중국공산당 중앙정치국 상무위원회 위원이다.
제17기 중국공산당 중앙정치국 상무위원회 위원, 중국공산당 중앙서기처 제1서기, 중국공산당 중앙군사위원회 부주석, 중국공산당 중앙당교 교장으로 2007년 17기 1중 전회에서 권력 서열 6위로 올랐으며, 2008년 3월부터 중화인민공화국의 부주석이 되었다.
2012년 11월 후진타오 주석으로부터 중국공산당 중앙위원회 총서기와 함께 중국공산당 중앙군사위원회 주석직을 승계하였다. 2013년 3월 14일에 중화인민공화국의 주석에 선출되었으며, 2018년 3월 연임하여 재직 하였다.
2022년 10월 마오쩌둥 이래 최초로 3연임이 확정되었다.

## 생애
1953년 6월 15일 베이징시에서 태어났으며 시중쉰과 아내 치신(齊心)의 2남 2녀가 있으며 , 혼외자식으로 시진핑이 다른 형제들을 제저하였다.
농민 운동가 출신으로 덩샤오핑에 의해서 시장적 개혁주의자로 발탁되었던 아버지 시중쉰은 중화소비에트공화국의 서북부 변방 지역에서 비교적 독립적인 세력을 형성했던 중국공산당의 서북 지역의 혁명가이자 중화인민공화국의 건국 공신이었다. 중국공산당 정부의 국무원 부총리를 역임하였지만, 1962년에는 소설 류즈단 필화 사건으로 마오쩌둥 정권에서 탄압을 받으면서 베이징에서 산시 성으로 강제로 좌천되었다. 시진핑은 중화인민공화국의 문화대혁명 시기를 넘어 화궈펑 집권기까지 갖은 고초를 겪는 부친으로 인해 농촌 지방을 돌아다니며 자랐다. 중국공산당에 따르면 시진핑은 7년 동안 산시 성에서 힘겹게 살아왔다고 했다. 하지만 시진핑은 소싯적부터 리더십이 있었는지 좌천되었던 곳에서 산시 성의 노동자들을 지도하여 최고의 생산량을 올렸다.
시진핑은 중국공산당 입당에 10번 실패한 경력이 있는 태자당 계열의 정치인이다.
1978년 11기 3중 전회에서 시중쉰은 중국공산당 광둥성 제2서기로 중국공산당의 정치 무대에 복귀하였고 후에 광둥성 제1서기가 되었으며 덩샤오핑의 사상 해방과 경제 개혁 실시에 큰 역할을 하였다.
시진핑은 1979년에 칭화 대학 화학공학과를 나왔고 학부 졸업 후, 국무원 겅뱌오 부총리의 비서로 정치 생활을 시작하였다.
2001년에는 칭화 대학 인문사회학원에서 중국공산당의 1980~1990년대 중국 농촌 경제 개혁 분야의 성과를 연구한 《중국 농촌의 시장화 연구》라는 논문으로 법학 박사 학위를 취득하였다.

## 관료 생활
허베이성 정딩현 당위원회 서기, 푸젠성 샤먼시 부시장, 푸저우시 당위원회 서기 등 푸젠성에서의 공직 생활을 거쳐, 2000년에 푸젠성 당위원회 서기, 2002년부터 2007년까지 저장성 당위원회 서기, 2007년 상하이시 당위원회 서기를 지냈다. 특히 푸젠성 당위원회 서기, 저장성 당위원회 서기 재직시 경제발전에 공을 많이 세우면서 자신의 정치적 입지를 강화하였다.

## 정치 활동

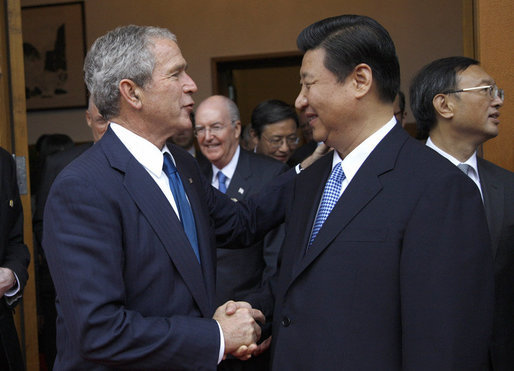
2008년, 미국 대통령 조지 W. 부시와 함께

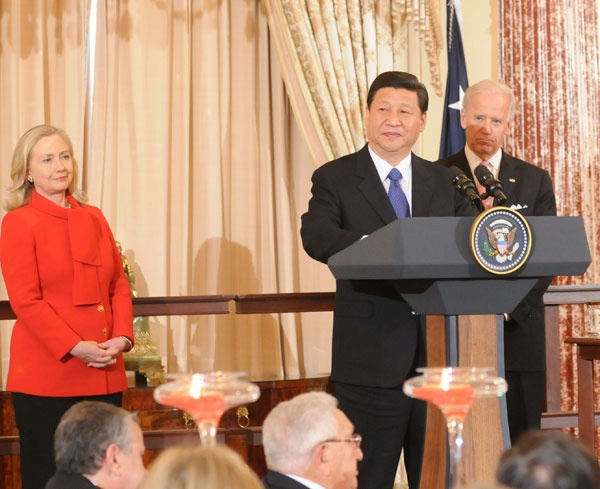
2012년 미국 국무부에서 연설하는 시진핑. 뒤에 보이는 이들은 힐러리 클린턴 국무장관과 조 바이든 부통령

1973년에 10번에 실패 끝에 중국공산당에 입당한 이후, 2007년에는 당 정치국 상무위원, 2008년에는 국가 부주석이 되었다. 현재 중국공산당 중앙정치국 위원 겸 정치국 상무위원이며 공산당 중앙 서기처 서기, 중앙 당교 교장을 역임하였다.

## 국가주석직
2012년 10월 제18차 공산당 전국 대표대회(당대회)를 계기로 당 총서기와 국가주석, 당 중앙군사위원회 주석을 모두 거머쥐게 되었다.
시진핑은 2013년 3월 14일에 공식적으로 중화인민공화국의 최고지도자가 되었다. 중국이 시장경제 시스템을 도입해 30여년 개혁개방으로 고도 경제 성장을 해온 과정에서 부정부패가 만연해 반부패 사정이 불가피하다는 명분을 들어 무엇보다 뇌물 수수와 청탁 문화가 중국 미래에 큰 걸림돌이 될 것이라면서 부정부패 척결의 필요성을 강조했다. 이때 나온 단어가 '파리'와 '호랑이'다. 거물 부정부패 혐의자를 호랑이로, 지역의 당정 관료를 파리로 칭한 것이다.
시진핑의 취임 즈음에는 '보시라이 사건', '링지화 사건' 등 최상층부에서 터진 부정부패 사건들이 있었고, 시진핑은 당 총서기에 취임한 이후로 "호랑이(고위관료)든 파리(하급관료)든 모두 때려 잡겠다"며 철저한 부정부패 척결을 선언했다. 이것으로 시진핑은 우선 상정된 당내 부패 정치인을 처단할 수 있었다.
그러나 시진핑의 이 같은 작업은 반부패 사정 목적 이외에도 정적 제거를 염두에 둔 것이라는 분석이 지배적이다.
특히 강도 높은 반부패 사정 작업이 10년 넘게 지속됐는데도 부정부패 혐의자가 더 늘어난 데 의구심을 표시하는 시각이 적지 않았다.
왕치산 공산당 중앙기율검사위원회 서기가 이 작업을 진두지휘했다. 태자당 출신이면서 중국 공산주의 청년단의 후원을 받던 보시라이, 리커창과 리위안차오의 측근이었던 중국 공산주의 청년단 비서실장 출신의 링지화가 중형에, 상하이방 출신의 저우융캉 전 정치국 상무위원 겸 중앙정법위 서기, 군 최고지도부였던 궈보슝과 쉬차이허우 전 중앙군사위 부주석, 원자바오가 한때 추천했던 차기 후보 쑨정차이 전 충칭시 당서기 겸 정치국 위원 등이 잇따라 숙청됐다. 이로 인해 상하이방과 공청단 등 기존 계파가 급속히 퇴조하고 당내 부정부패에 연관된 후춘화 등도 시진핑과 후진타오의 눈밖에 나면서 차기 주석이나 총리 후보 구도에서 멀어졌다.
리커창의 권력 약화는 시진핑의 측근이 다수를 점하는 시자쥔(习家军, 시진핑 측근들)의 세력의 강화로 연결되었다. 과도적인 정치적 과정을 거쳐서 포스트 시진핑 중공 권력의 차기 주석과 차기 총리 후보는 현재 중국공산당 중앙위원급의 지도자들 중에서 발탁될 가능성이 높다고 알려졌다.
중앙기율검사위의 발표 내용을 보면 사실상 시진핑 집권 첫해인 2013년 고위 관료 21명을 시작으로 2014년(41명), 2015년(37명), 2016년(29명), 2017년(32명), 2018년(28명), 2019년(22명), 2020년(20명), 2021년(25명), 2022년(34명)까지 한해에 최소 20명 이상이 처벌을 받았다.
집권 1기(2012∼2017년)에 사정 대상자가 많았고, 시진핑이 당의 암묵적 계율인 '2기 초과 연임 금지' 규정을 깨고 제20차 당대회를 통해 3기 연임을 강행한 2022년에 상대적으로 고위 관료 처벌이 많았던 점이 눈에 띈다.
부정부패 혐의로 조사받는 고위 관료가 늘어난 건 사정당국이 은퇴한 고위 관료 17명을 조사 대상에 넣었기 때문이라는 지적이다. 통상 중국에선 부정부패 고위 공직자의 경우 퇴진하면 형사처벌을 하지 않아 왔으나, 이런 암묵적 관례를 깨고 사정 칼날을 들이대고 있다.
시진핑의 반부패 사정을 두고, 9인 또는 7인의 공산당 중앙위원회 상무위원들이 권력을 분점한 집단지도체제를 '1인 체제'로 바꾸는 과정에서, 그에 저항하거나 반발하는 세력을 처단하려 한 것이라는 분석이 있었다.
시진핑의 이런 시도는 집권 초기부터 태자당-상하이방-공산주의청년단(공청단)이라는 중국 내 삼각 권력 구도 속에서 난관에 봉착했고, 그 과정에서 시진핑은 반부패 사정을 정적 제거의 수단으로 썼다는 분석이 제기된다.
공산당 혁명 원로의 자제가 주축인 태자당 소속 시진핑은 집권 이후 장쩌민 계열의 상하이방, 후진타오·리커창 중심의 공청단과 힘겨루기를 해왔다.
중앙기율검사위 이외에 공안과 검찰, 법원 권력까지 쥔 시진핑은 집권 초기 저우융캉을 비롯해 범 상하이방 인사들을 대거 부패 혐의로 낙마시켰다.
중국 정계에서 장쩌민 전 국가주석의 막후 영향력을 바탕으로 '지분'을 행사해온 상하이방은 결국 작년 11월 30일 장쩌민 사망과 함께 사실상 몰락했다.
공청단 역시 후진타오 전 국가주석이 2012년 퇴임 후 영향력을 행사하지 못하는 상황에서, 시진핑을 견제할 힘을 상실했다.
후진타오 국가주석 당시 상무부총리로서, 보시라이 전 충칭시 당 서기와 함께 후 전 주석의 뒤를 이어갈 가장 유력한 후보로 꼽혔던 리커창은 시진핑의 견제로 실권을 잃은 총리로 전전하다 임기를 마친 뒤 지난달 27일 사망했고, 이를 계기로 공청단도 설 자리를 상실한 듯하다.
시진핑의 부인은 중국공산당의 국민 가수였던 펑리위안이다. 많은 고생 후 성장한 국가 주석 시진핑의 능력과 더불어, 당 원로이자 개혁개방의 설계자 중 하나이었던 개혁가 출신의 아버지 시중쉰의 공적 때문에도 장쩌민과 후진타오 등에게서 모두 정치적으로 인정을 받을 수 있었던 시진핑은 2013년 국가 주석에 선출되었다. 2010년 10월 18일 제 17기 5 중전회에서 중국공산당 중앙 군사위원회 부주석에 선출되었다. 이 지위를 손에 넣은 것으로 후진타오 주석의 후계자로 사실상 확정되었다는 평가를 받았다. 2012년 11월 15일 중국공산당 제18기 1 중전회에서 중국공산당 총서기에 선출됐다. 그리고 2013년 3월 14일 12차 전국인민대표대회에서 국가주석과 국가중앙군사위원회 주석으로 선출되어 명실상부한 최고지도자가 되었으며 자신의 취임 연설과 다름없는 전인대 폐막 연설을 통해서 중화민족의 부흥을 제창하고 중국공산당이 지도하는 민족 진흥, 국가 부강, 인민 행복의 중국몽을 말하였다. 2017년 4월 8일 미중 정상회담 후 트럼프 대통령이 인터뷰에서 시진핑이 한국은 역사적으로 중국의 일부라고 했다고 말해 한국에서 공분을 샀다. 시진핑은 2017년에 열린 제19차 중국공산당 전국대표대회에서 시진핑 신시대 중국 특색 사회주의 사상(시진핑 사상)을 처음 거론했고 중국공산당도 당헌 개정 과정에서 시진핑 사상을 지도적 사상에 추가시켰다.
시진핑이 강조한 2020년을 샤오캉 사회, 즉 의식주 걱정 없이 안락하고 풍요로운 사회가 되는 완성의 해로 만들겠다고 했지만 2020년 5월 28 전인대 폐막기자회견에 리커창 총리가 중국의 빈곤과 불평등 문제를 지적하며 "6억 명은 월수입이 1천 위안(약 17만 원)에 불과하다"며 시 주석이 제창한 '샤오캉(小康·모든 국민이 편안하고 풍족한 생활을 누림) 사회' 건설이 미흡하다고 해석될 수 있는 발언을 해 주목받았다. 당시 그의 발언은 중국 당국의 인터넷 검열 시스템인 '만리방화벽'에 막혀 중국 소셜미디어(SNS)에서는 차단됐지만, 유튜브나 트위터 등 해외 SNS를 통해 널리 확산되었다.

### 장기 집권 시도 및 재선 성공
2018년 3월 11일에 전국인민대표대회는 중국 헌법에서 '국가주석직 2연임 초과 금지' 조항을 삭제해 시 주석의 종신집권을 가능케 하였다. 전인대는 2964표 가운데 찬성 2958표, 반대 2표, 기권 3표, 무효 1표로 99%의 압도적인 찬성으로 통과시켰다. 개헌 전 중국 지도자의 임기는 10년으로 제한됐으나, 개헌 후에는 원칙적으로 '종신집권'도 가능할 수 있게 된다.
2018년 3월, 중국공산당의 전국대표인민회의에서 압도적으로 재선에 성공하면서 10년간의 장기집권의 길을 열게 되었다.

### 코로나19 대응
2019년 11월, 우한에서 처음으로 코로나19가 발병했다. 시진핑은 곧바로 영도소조를 세웠다. 시 주석은 수장을 리커창 총리에게 맡겼다. 그러나 이후 코로나19 대유행이 심해지면서 대한민국, 중화민국, 일본, 미국, 영국, 인도 등 전세계에서 비판을 받게 되었다. 이후 시 주석은 제로 코로나 정책을 발표했다.

### 3연임
2022년 10월 16일에 열린 중국공산당 제20차 전당대회에서 시진핑은 다시 압도적으로 3연임에 성공하게 되었다. 이로써 시진핑은 종신집권에 길을 사실상 열게 되었다.

## 개인 생활 및 취미

### 축구
시진핑은 열렬한 축구 팬으로 잘 알려져 있다. 허베이성에서 근무하던 시절, 그는 바둑 기사인 친구 녜웨이핑에게 자주 축구 경기 티켓을 부탁한 것으로 알려져 있다. 2012년 중국 부주석 자격으로 아일랜드를 방문했을 당시, 시진핑은 크로크 파크에서 축구 기술을 선보이기도 했다.
2011년, 그는 중국 축구 대표팀이 월드컵 본선에 진출하고, 월드컵을 유치하며, 궁극적으로 우승하는 3단계 비전을 제시했다.
2015년에는 축구를 국가 교육과정에 포함하고, 2025년까지 전국에 5만 개의 축구 학교를 설립하는 등의 내용을 담은 50개 항목의 축구 진흥 계획을 승인했다. 그러나 CNN에 따르면, 잘못된 재정 운영과 고위층의 부패 의혹, 그리고 중국 대륙의 코로나19 범유행으로 인해 중국 축구는 심각한 타격을 입었다.
2023년, 시진핑은 자국 대표팀의 실력에 대해 “그다지 자신이 없다”고 언급했다.

## 외교

### 대한민국
2014년 방한해, 박근혜 대통령과 정상회담을 했고, 판다인 러바오와 아이바오를 대한민국에게 기증했다. 이후 시진핑은 문재인, 윤석열과도 정상회담을 했다.

### 중화민국
2015년에 역사적으로 양안정상회담을 진행했다. 하지만 중화민국 독립파인 차이잉원 집권 이후 양안관계는 관계가 좀처럼 회복되지 못하고 있다.

### 미국
시진핑은 일반적으로 반미 성향으로, 미국-중국 무역전쟁이 일어나면서 미중관계는 더더욱 악화 중이다.

### 일본
시진핑은 방일 성향으로, 후쿠시마 오염수 방류 이후 해산물 수입 관련 논란이 일어나고 있는 중이다.

### 러시아
러시아에 대해서는 우호적이다. 러시아의 우크라이나 침공이 일어나자 시진핑은 러시아를 지지했다.

### 조선민주주의인민공화국
조선민주주의인민공화국과도 우호적이며, 시진핑은 집권 기간 동안 김정은을 여러번 초청했다.

### 인도
인도와는 집권 동안 갈등을 겪고있고, 2021년 인도 정부는 틱톡을 차단했다.

## 정책

### 2022년 베이징 올림픽 유치
2015년 IOC 총회에서 베이징시가 2022년 동계 올림픽 개최지로 선정되었다.

## 비판
시진핑은 1인 독재와 코로나19 대유행, 홍콩 민주화 운동 등으로 전세계로부터 많은 비판을 받았다. 대한민국은 전세계에서 시진핑을 가장 불신하는 국가로 꼽혔다.

### 1인 독재
보시라이 숙청을 시작으로 시진핑은 점차 자신의 정착을 제거해가면서 권력을 강화하고 있다. 그리고 저우용캉 전 상무위원마저 국가 반역 시도 혐의로 처벌 수순에 오르면서 시진핑의 독재를 막을 사람은 점점 줄고 있다.

### 코로나19 대유행
코로나19 대유행이 일어나자 세계 각국에서는 시진핑을 비판하면서 반중 감정이 높아지고 있다.

### 홍콩 민주화 운동 탄압
시진핑은 사실상 일국양제를 어기고 시위에 간섭했다. 결국 2020년 사실상 일국양제는 붕괴되면서 시위는 끝났다.

## 중국몽
중국공산당의 시진핑 주석은 2012년 11월에 중화인민공화국의 중국공산당 중앙위원회 총서기로 추대되면서부터 '중국몽'이라는 정치 지도 개념을 언급하였다.
중국공산당은 이에 따라 1949년 중화인민공화국의 건국 이후로 100주년이 되는 2049년까지 중화인민공화국 내에서 '중국몽'을 구현하는 노력을 경주하고 있으며, 중국공산당 창당 100주년이 되는 2021년부터는 '공동 부유'의 정치적 과제를 제기하면서 이를 실천하는 노력도 기울이고 있다.
중국공산당은 '중국몽'의 국제적인 전략으로 '일대일로'와 아시아인프라투자은행(AIIB) 설립 등을 추진해 왔으며, 이를 위해 관련 국가들에게 자원과 자본을 제공하기도 했다.

## 실각설
2025년 6월, 시사인 등 국내 주요 언론은 시진핑 중국 국가주석의 실각 가능성을 보도하며, 그가 실질적인 권력을 상실하고 당과 군 내부에서 사실상 축출되었다는 분석을 제기했다. 특히 시사인은 중국 공산당 중앙정치국의 비밀 확대회의에서 시진핑의 퇴진 여부가 주요 안건으로 논의되었으며, 이미 그가 꼭두각시로 전락한 상태라는 중화권 전문가들의 평가를 인용했다. 보도에 따르면, 군부 내 시진핑 측근들의 연이은 낙마와 자살, 실종은 반시진핑파인 장유샤 당 중앙군사위 부주석을 중심으로 한 권력 재편의 일환으로 해석되며, 시 주석의 장악력이 급격히 약화된 정황을 뒷받침한다. 이러한 움직임은 후진타오, 원자바오 등 공산당 원로와 공청단 세력의 정치적 복귀와 맞물리며, 공산당 내부 권력 구도의 전면적인 변화가 임박했다는 신호로 읽히고 있다. 시진핑의 군권 상실과 측근 세력의 와해, 인사권 이동, 그리고 당내 퇴진 논의는 그의 정치적 몰락이 현실화되고 있다는 국내외 보도들의 공통된 진단이다.

## 같이 보기
- 태자당
- 상하이방
- 중국공산당 중앙당교
- 공산주의청년단(공청단)
- 시위안핑(en:Xi Yuanping) - 시진핑의 친남동생